# Ragusa (Sicília)

Ubicació de Ragusa (Sicília) dins de la província

Ragusa (sicilià Rausa) és un municipi italià, situat a la regió de Sicília i a la província de Ragusa. L'any 2024 tenia 73.949 habitants.
Està construïda sobre un ampli turó de pedra calcària entre dues valls profundes, Cava San Leonardo i Cava Santa Domenica. Juntament amb set altres ciutats de la Val di Noto, forma part del Patrimoni Mundial de la UNESCO.
Limita amb els municipis de Chiaramonte Gulfi, Comiso, Giarratana, Modica, Monterosso Almo, Santa Croce Camerina, Scicli, Vittoria i Rosolini (SR).

## Història
Els orígens de Ragusa es remunten al segon mil·lenni aC, quan hi havia diversos assentaments sículs a la zona. L'actual districte de Ragusa Ibla s'ha identificat com a Hybla Heraea.
L'antiga ciutat, situada en un turó de 300 metres d'alçada, va entrar en contacte amb colònies gregues properes i va créixer gràcies al port proper de Camerina. Després d'un curt període de domini cartaginès, va caure en mans dels antics romans i bizantins, que van fortificar la ciutat i van construir un gran castell. Ragusa va ser ocupada pels àrabs l'any 848 dC i va romandre sota el seu domini fins al segle XI, quan els normands la van conquerir. Ragusa va ser seleccionada com a seu de comtat, i el seu primer comte va ser Geoffrey, fill del comte Ruggero de Sicília.
Després, la història de Ragusa va seguir els esdeveniments del Regne de Sicília, creat a la primera meitat del segle XII. Feu de la família Chiaramonte, va romandre com a capital del comtat després d'unificar-se amb Modica el 1296, un estatus que va perdre al segle XV després d'una revolta popular.
El 1693, Ragusa va ser devastada per un gran terratrèmol, que va matar uns 5.000 habitants. Després de la catàstrofe, la ciutat va ser reconstruïda en gran part, i molts edificis barrocs d'aquella època romanen a la ciutat. La major part de la població es va traslladar a un nou assentament a l'antic districte de Patro. El nou municipi es va anomenar "Ragusa Superiore" (Ragusa Superior) i l'antiga ciutat "Ragusa Inferiore" (Ragusa Inferior). Ambdues ciutats van romandre separades fins al 1926, quan es van fusionar per convertir-se en capital provincial el 1927 a costa de Modica, que havia estat l'antiga capital i la ciutat més poblada i important de la regió des del 1296.
El 1838 es va descobrir un jaciment d'asfalt, que encara s'explota.
El 1848, juntament amb les ciutats de Modica i Scicli, es va rebel·lar contra el govern borbònic per obtenir la llibertat i la independència de l'illa. El 1860, es van enviar immediatament voluntaris armats per ajudar Garibaldi, que acabava de desembarcar a Marsala. Va passar a formar part del Regne d'Itàlia sota la direcció del senador Corrado Arezzo de Spuches di Donnafugata. El 1889 es va fundar la Banca Popolare Cooperativa di Ragusa, el primer embrió de l'actual Banca Agricola Popolare di Ragusa. El banc va prosperar gràcies a l'enorme riquesa i la pròspera agricultura que pertanyia a l'ara excomtat, i immediatament es va convertir en un punt de referència important per a tota l'economia d'Ibla.
A principis del segle XX, les idees socialistes es van estendre amb particular força a la zona de Ragusa en comparació amb la resta de la regió, segons molts historiadors feixistes. Ragusa va ser descrita com un "feu dels rojos", com el de Bolonya. Una forta dialèctica política va fer que el feixisme s'imposés a Ragusa, cosa que va provocar una resposta violenta similar a la de la vall del Po. El 29 de gener de 1921, un grup de feixistes va destruir el cercle socialista de Vittoria, va matar un home i en va ferir quatre més. Dos mesos després, a Ragusa, quatre persones van morir i seixanta van resultar ferides. El principal promotor de la ideologia feixista a Ragusa va ser Totò Giurato, l'avi del presentador de televisió Luca Giurato.
Durant la Segona Guerra Mundial, Ragusa va ser una de les moltes ciutats sicilianes on el règim feixista de Benito Mussolini va ser profundament impopular. Les raons van ser el racisme antisicilià directe per part del règim feixista, que era central en la ideologia del règim, i la campanya antimàfia liderada per l'agent feixista Cesare Mori, que va ser tan dura, brutal i draconiana que va aconseguir alienar grans sectors de la població siciliana. A més, l'administració feixista a Sicília va ser en gran part incompetent i indiferent a la població local. Quan els aliments van escassejar i el règim va haver de començar a racionar-los, Sicília va ser designada com l'última a rebre ajuda alimentària. Això sovint incloïa aliments que es conreaven a Sicília (especialment blat i fruita), que després s'exportaven al nord d'Itàlia, tot i que l'escassetat s'havia convertit en un problema important a Sicília. Els agents de policia de Sicília van ser substituïts pels del nord d'Itàlia, ja que el règim percebia els primers com a més lleials a les seves comunitats locals que a Mussolini. Els del nord d'Itàlia estaven mal pagats, cosa que els va portar a convertir-se ràpidament en corruptes i indiferents. A més, sovint tenien actituds menyspreadores envers la població siciliana.
Quan va començar l'operació militar combinada britànica i americana per envair Sicília (Operació Husky), la població de Ragusa sentia un profund ressentiment cap a Mussolini i el seu règim. Les forces britàniques van desembarcar al sud i a l'est de Ragusa al llarg de la costa, i les forces americanes van desembarcar al sud-oest de Ragusa, al golf de Gela. Ambdós grups es van unir en diverses ciutats d'ambdues ubicacions, inclosa Ragusa. El petit destacament de tropes feixistes de Ragusa va fugir sense lluitar mentre les forces britàniques i americanes s'acostaven. La població local va acollir els soldats britànics i americans amb un "entusiasme desenfrenat".
El 6 de maig de 1950, amb una butlla papal regular, Ragusa va ser elevada a la dignitat de diòcesi gràcies al compromís savi i constant de Mons. Carmelo Canzonieri, el rector de Sant Joan Baptista que més tard va ser bisbe auxiliar de Messina abans i després de Caltagirone. Això va prendre el territori de l'arxidiòcesi de Siracusa i la diòcesi de Noto.
Ragusa és ara una ciutat dinàmica i rica i seu de nombroses empreses. També és el pol financer més important del sud gràcies al BAPR, que és el quart banc popular italià.
Des dels anys noranta, l'economia de Ragusa s'ha anat desenvolupant cap al sector industrial, que encara creix ràpidament, en contrast amb la situació a Itàlia. L'escassa presència d'infraestructures ha limitat el gran potencial d'aquest territori, però continua sent la zona d'exportació més important de Sicília.

## Administració
| Període | Identitat      | Partit       |
| ------- | -------------- | ------------ |
| 2023-   | Giuseppe Cassì | Forza Italia |

## Transport
Ragusa té dues estacions de ferrocarril, Ragusa i Ragusa Ibla, a la línia Canicattì-Gela-Siracusa. Des de la dècada del 1980, l'estació ha experimentat un descens progressiu del trànsit de passatgers i, més marcat, del trànsit de mercaderies; amb el canvi d'horaris del 1998, també es va abolir el vagó directe Ragusa-Roma Termini, que s'havia establert en el moment de l'elevació a la capital provincial. Des de llavors, el trànsit de l'estació ha estat exclusivament regional.
La ciutat serà servida per la prolongació prevista, des de Rosolini fins a Gela, de l'autopista A18. La nova sortida per a Ragusa estarà situada entre la ciutat i Marina di Ragusa.
L'aeroport "Pio La Torre" es troba aproximadament a 15 km de Ragusa. Va ser utilitzat per Alitalia des de la postguerra fins a principis dels anys setanta i durant els darrers anys de la Guerra Freda com a base aèria de l'OTAN. Avui dia, des de l'aeroport és possible arribar principalment a les destinacions nacionals de Milà i Roma.

## Personatges il·lustres
- Princesa Maria Paternò Arezzo (1869–1908), noble i filantropa
- Maria Occhipinti (1921–1996), anarcafeminista
- Vincenzo Giummarra (1923-2010), president de Sicília.
- Loredana Cannata (nascuda el 1975), actriu
- Enea Scala (nascut el 1979), tenor operístic
- Damiano Caruso (nascut el 1987), ciclista

## Galeria d'imatges

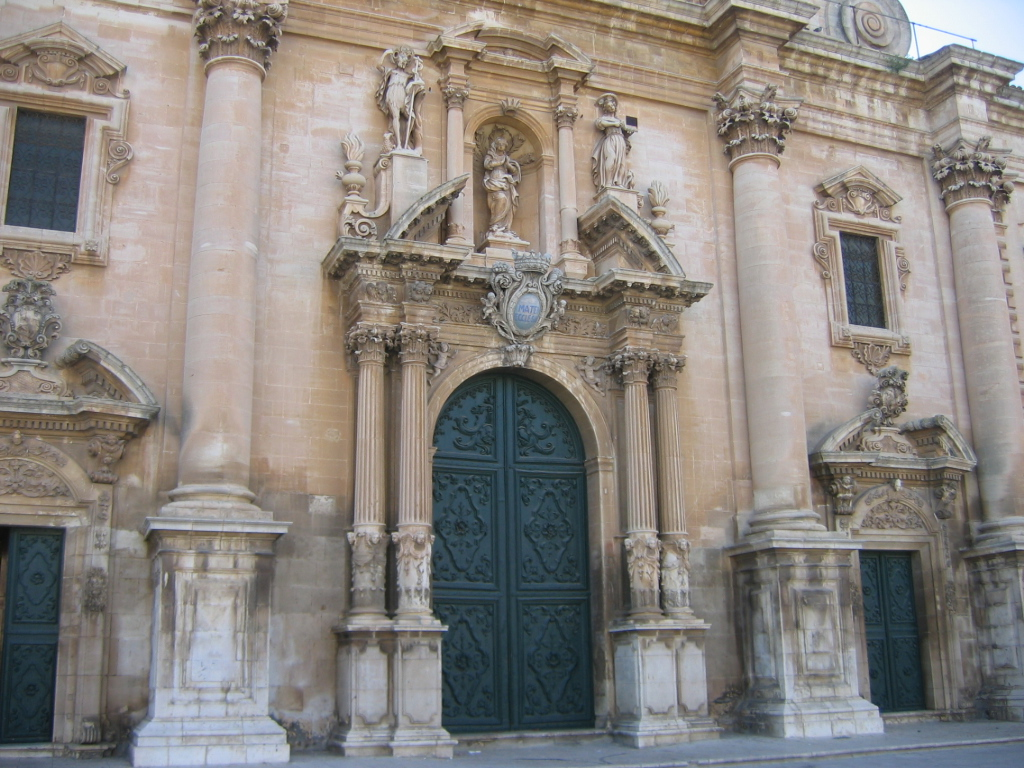
Frontal de la Catedral
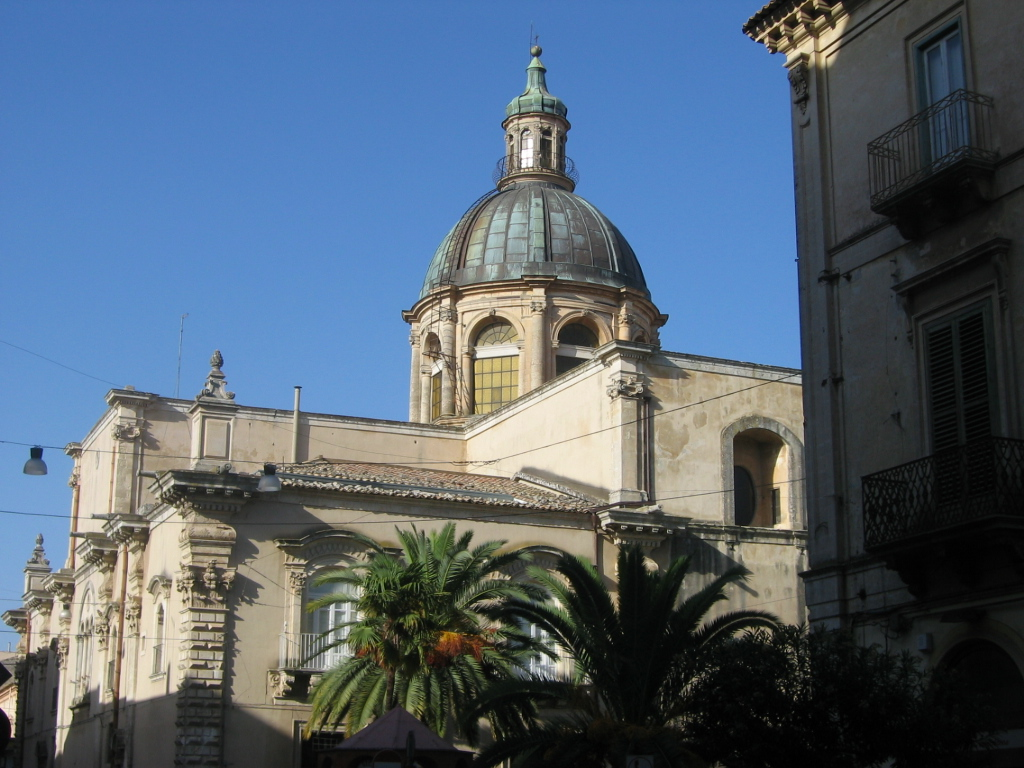
Catedral
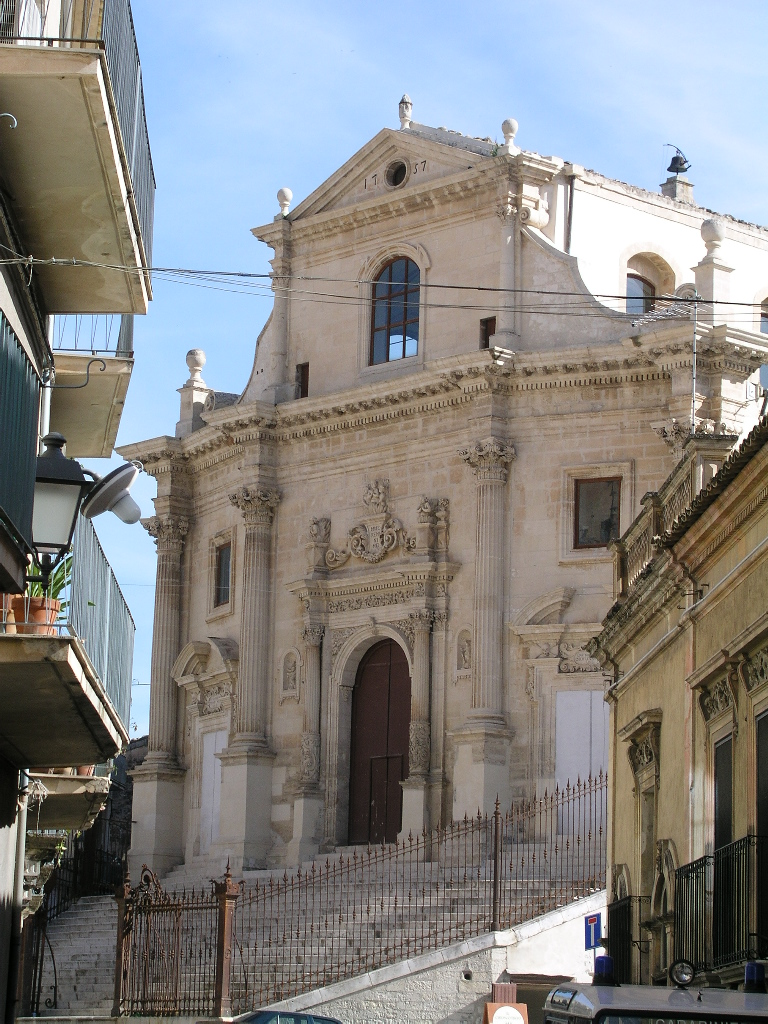
Església Anime Purgatorio